# دولبي سينما
دولبي سينما (بالإنجليزية: Dolby Cinema)‏ هي سينما فاخرة تم إنشاؤها بواسطة دولبي لابوراتوريز والتي تجمع بين تقنيات دولبي الخاصة مثل دولبي فيجن ودولبي أتموس، بالإضافة إلى مدخلات مميزة أخرى وميزات تصميم جوهرية. تتنافس التكنولوجيا مع آيماكس والتنسيقات الكبيرة الأخرى المتميزة مثل سينمارك أكس دي وريجال بي أر أكس.